# Phạm Đức Khang
Phạm Đức Khang (ur. 24 lipca 1985) – wietnamski zapaśnik walczący w stylu wolnym.
Zajął 36. miejsce na mistrzostwach świata w 2006. Złoty medalista igrzysk Azji Południowo-Wschodniej w 2007 i 2009; srebrny w 2005 roku.